# Minas de Áliva (Cantabria)

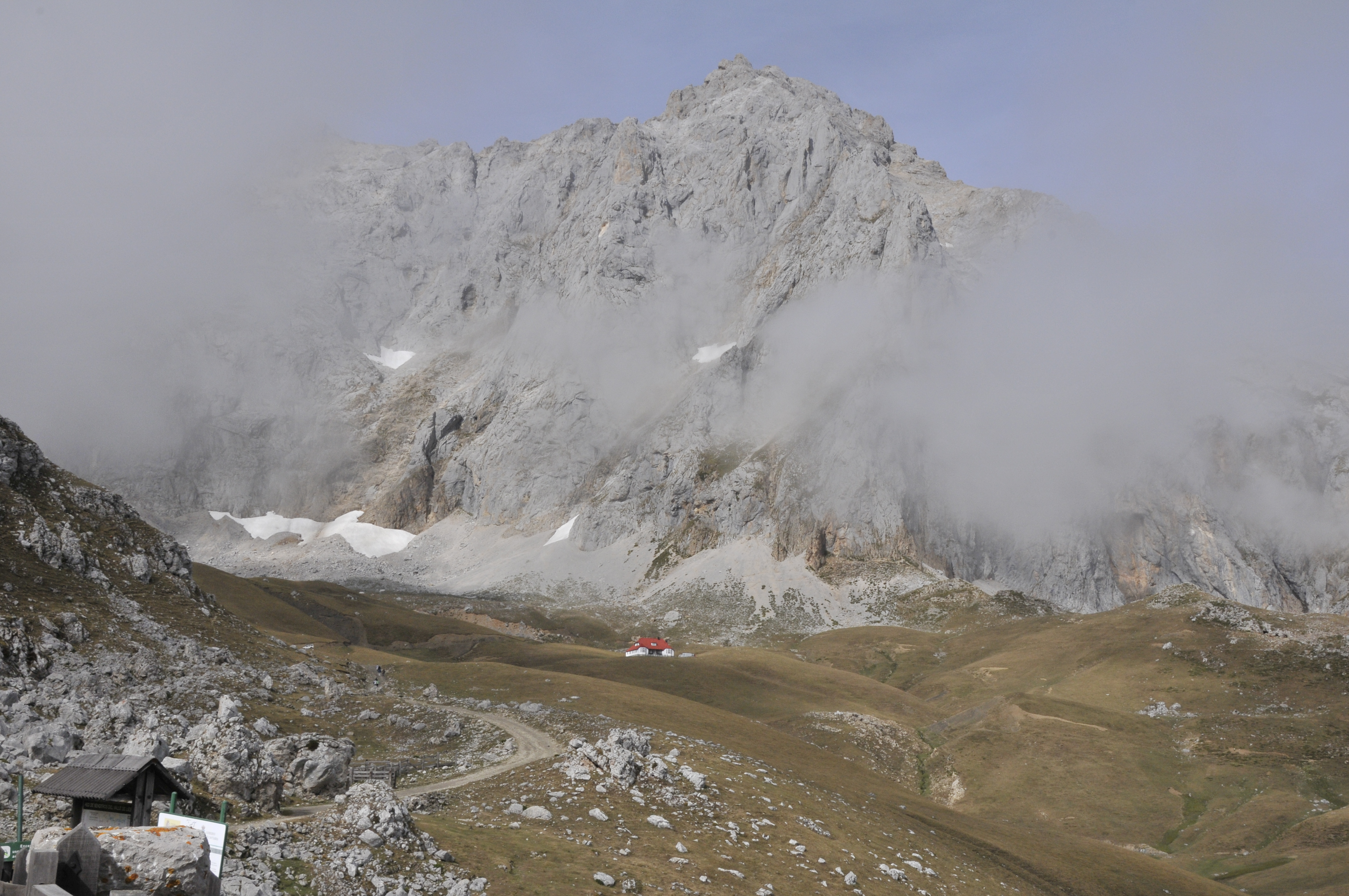
Cara sur de Peña Vieja entre brumas. Al pie se encuentra el chalet construido por la Real Compañía Asturiana de Minas en 1912 para que fuera utilizado por Alfonso XIII en sus excursiones de caza por la zona.

Las minas de Áliva, actualmente cerradas y con el entorno restaurado desde el punto de vista medioambiental, están ubicadas en el Macizo Central de los Picos de Europa, en  Espinama en el municipio de Camaleño (Cantabria). Se conocen también con el nombre de minas Las Manforas, corrupción del de una de las concesiones, llamada oficialmente Almanzora.  Se explotaron fundamentalmente para obtener minerales de zinc durante la segunda mitad del siglo XIX y durante el siglo XX, aunque la elevada altitud a la que estaban situadas obligaba a que el laboreo se llevara a cabo durante solamente unos pocos meses al año. Dichas minas son conocidas mundialmente por la abundancia en ellas de una variedad de la esfalerita, conocida como blenda acaramelada, muy apreciada por los coleccionistas y museos, y que incluso se ha tallado como gemas.

## Historia
La presencia de galena en la zona era conocida desde la antigüedad, y desde 1557 se concedieron licencias para beneficiar minerales de plomo en esta zona. La galena es relativamente poco abundante, y la esfalerita carecía de utilidad en esa época, por lo que  es de suponer que esto, junto con las malas condiciones meteorológicas durante la mayor parte del año y la dificultad en las comunicaciones impidieron la realización de trabajos significativos. Sin embargo, se sabe que los pastores recogían ocasionalmente pedazos de galena, que vendían luego para su utilización en el vidriado de alfarería. La presencia de este mineral es lo que dio el nombre a la llamada canal del Vidrio.
En 1854, la Compagnie Royale Asturienne des Mines comenzó la explotación a escala industrial de este yacimiento. También explotaron concesiones en esta zona otras empresas, entre ellas las sociedades La Providencia y la Sociéte Anonyme des Mines et Fonderies de Zinc de la Vieille Montagne. La sociedad La Providencia explotó fundamentalmente la concesión Almanzora. A principios de la década de 1950, todas las concesiones pasaron a ser propiedad de la Real Compañía Asturiana de Minas, que las explotó mediante empresas filiales. 
La mayor producción se obtuvo entre 1968 y 1877, cerrándose en el verano de 1989. En total se extrajeron, mediante labores de interior en seis niveles, unas 600.000 toneladas de material, con el 13% de zinc. Entre 1985 y 1989, se compatibilizó la extracción de mineral a escala industrial con la recuperación de ejemplares para la venta a coleccionistas.
Hoy en día estas minas permanecen cerradas y su acceso está bloqueado por bloques de hormigón, aunque todavía quedan cavidades peligrosas por la zona.

## Geología
Las minas de Áliva se encuentran en la parte alta de la formación Picos de Europa, en una zona que ha sufrido un proceso intenso de dolomitización. La mineralización explotada, un cuerpo mineralizado de 200 metros por 400 metros, con un espesor de hasta 20 metros, estaba situado en el contacto entre un cuerpo de caliza no dolomitizado, conocido como Caliza de Muro y la dolomía. La mineralización se produjo a lo largo de tres procesos hidrotermales distintos. El primero dio lugar a una mineralización de esfalerita granuda y galena, el segundo a una mineralización de esfalerita acaramelada y galena y el tercero a minerales tardíos.

## Mineralogía

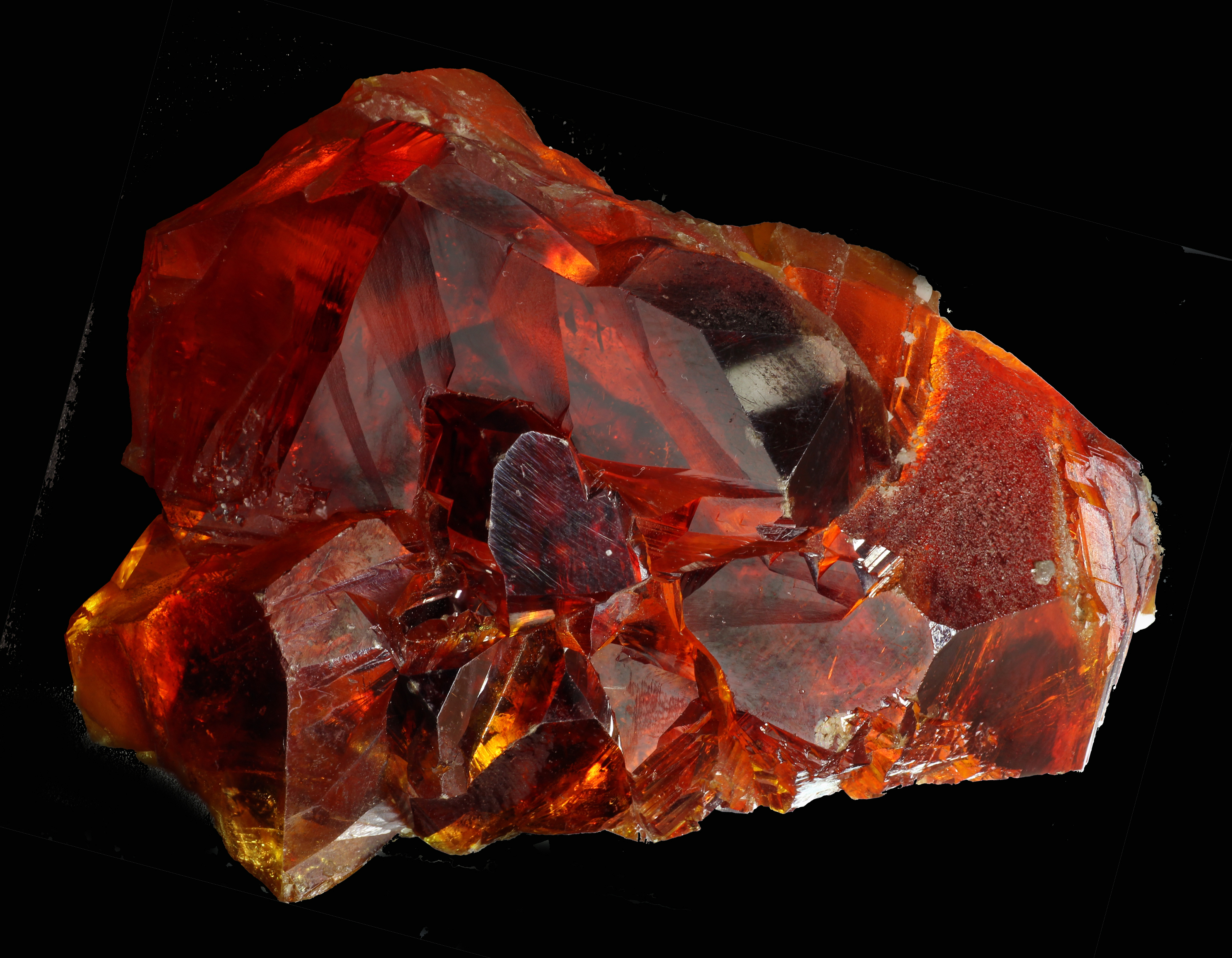
Esfalerita (Blenda acaramelada). Minas de Áliva (Cantabria)

El mineral más importante desde el punto de vista industrial fue la esfalerita (especialmente la variedad «blenda acaramelada»), y también el que ha proporcionado los ejemplares más notables, considerados entre los mejores del mundo para este mineral. La Real Compañía Asturiana de Minas extrajo un enorme ejemplar que estuvo expuesto en sus instalaciones de Reocín con una superficie de un metro cuadrado formada por caras de cristales decimétricos. La esfalerita de la variedad blenda acaramelada aparecía en geodas en los 5 primeros niveles de la mina, como agregados de cristales complejos, interpenetrados, con pocas caras visibles en cada cristal, frecuentemente curvadas. Son frecuentes las maclas, claramente distinguibles por la presencia de ángulos entrantes. El color puede ser anaranjado rojizo, debido a la presencia de mercurio, cobre y cadmio; verdoso (con menos cobre que en el caso anterior) o amarillo, que contiene trazas de bismuto.

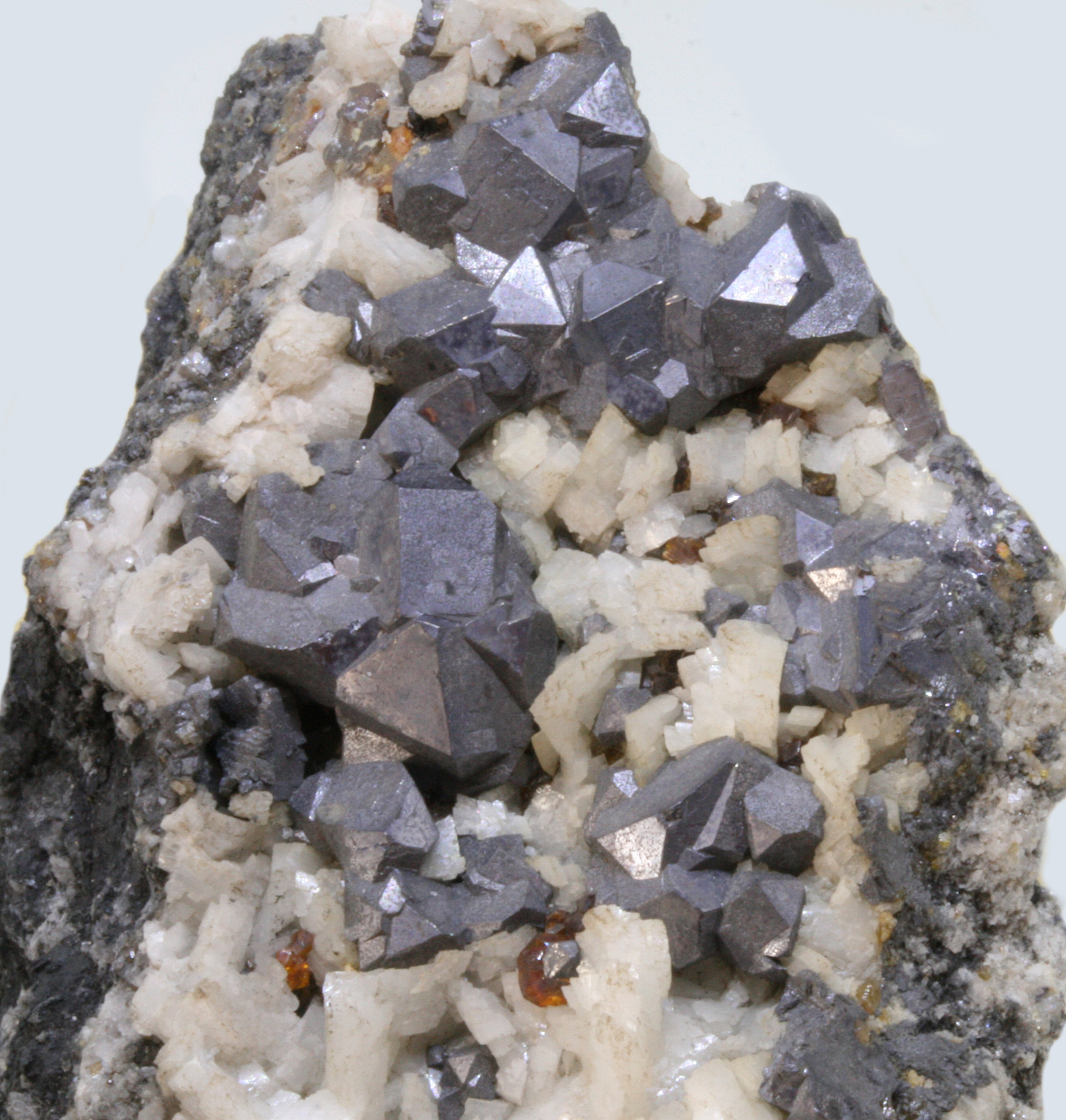
Cristales de galena, asociados a dolomita y esfalerita. Mina de Áliva (Cantabria)

Además de la esfalerita, en las minas de Áliva aparece también galena, que se ha encontrado como masas espáticas y como cristales cuboctaédricos de tamaño pequeño. Durante la etapa de explotación la galena se recuperó también, pero en una cantidad mucho menor a la obtenida de esfalerita. La pirita aparece de forma ocasional, y el cinabrio, en forma pulverulenta, sólo de manera anecdótica. Los minerales secundarios de zinc, smithsonita, hidrozincita y hemimorfita, son escasos, y solamente se encontraron en la zona más superficial. Entre los minerales de la ganga, el predominante es la dolomita, en forma masiva o como agregados de pequeños cristales curvados, en forma de silla de montar, característica de este mineral. También aparecen cristales de calcita, que pueden alcanzar un tamaño de hasta 5 centímetros, y muy ocasionalmente fluorita de color violeta.